# Mesilla vittiventris
Espèce
Mesilla vittiventris est une espèce d'araignées aranéomorphes de la famille des Anyphaenidae.

## Distribution
Cette espèce se rencontre en Colombie et en Équateur.

## Description
La femelle holotype mesure 7 mm.
La femelle décrite par Brescovit en 1997 mesure 5,90 mm.
Le mâle décrit par Martínez, Brescovit et Oliveira en 2020 mesure 7,12 mm.

## Publication originale
- Simon, 1903 : « Descriptions d'arachnides nouveaux. » Annales de la société entomologique de Belgique, vol. 47, p. 21-39 (texte intégral).